# Jurgis Çyrbja
Jurgis Shefqet Çyrbja (ur. 15 lipca 1985 w Shijaku) – albański prawnik i polityk, deputowany do Zgromadzenia Albanii z ramienia Partii Socjalistycznej.

## Życiorys
W 2010 roku ukończył studia prawnicze, następnie pracował w tym zawodzie przez trzy lata. W latach 2013–2016 pracował w Urzędzie Rejestracji Nieruchomości w Durrësie.
W 2017 roku w wyniku wyborach parlamentarnych uzyskał mandat deputowanego do Zgromadzenia Albanii z ramienia Socjalistycznej Partii Albanii.
Jest wykładowcą na wydziale Prawa Uniwersytecie Aleksandra Moisiu w Durrësie.

## Publikacje[1]
- Mjekësia Ligjore dhe Kriminalistika (współautor)
- Shqipëria dhe Kosova, bashkëpunimi në fushën e sigurisë dhe sfidat drejt integrimit euro‐ atlantik (współautor)